# دریای سیبویان

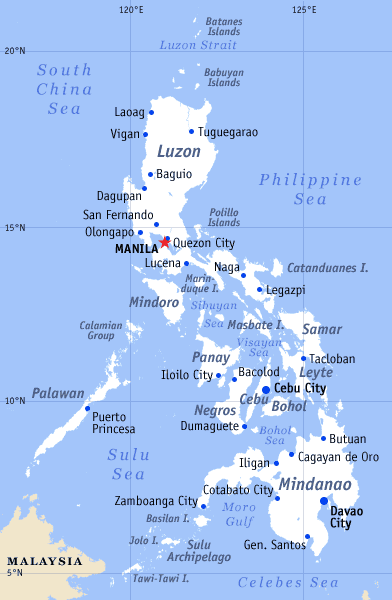
دریای سیبویان در مرکز فیلیپین

دریای سیبویان بخشی از آب‌های اقیانوس آرام و دریایی در مرکز مجمع‌الجزایر فیلیپین است که در شرق کرانه‌های میندورو، غرب سواحل بیکول، جنوب جزیره ماریندوک و شمال جزایر ویسایا قرار دارد.
نبرد دریای سیبویان در ۲۴ اکتبر ۱۹۴۴ در جریان جنگ جهانی دوم بین نیروهای آمریکایی و ژاپنی در این دریا روی داد و بزرگترین دستاورد متفقین در آن روز غرق نبردناو ژاپنی موساشی بود.